# Route européenne 312
Pour les articles homonymes, voir E312 (homonymie) et Route 312.
La route européenne 312 (E312) est une route dont le tracé se déroule entièrement aux Pays-Bas, reliant Flessingue à Eindhoven en passant par Bréda.

## Tracé

### Pays-Bas
La route européenne 312 relie Flessingue à Eindhoven en passant par Bréda. Elle se confond avec :
- de Flessingue à Berg-op-Zoom en passant par Middelbourg et Goes ;
- dans Berg-op-Zoom de l’échangeur Markiezaat à l’échangeur Zoomland ;
- de Berg-op-Zoom à Bréda en passant par Rosendael et Etten-Leur ;
- dans Bréda de l’échangeur Princeville à l’échangeur Galder ;
- de Bréda à Eindhoven en passant par Gilze et Tilbourg.

## Galerie

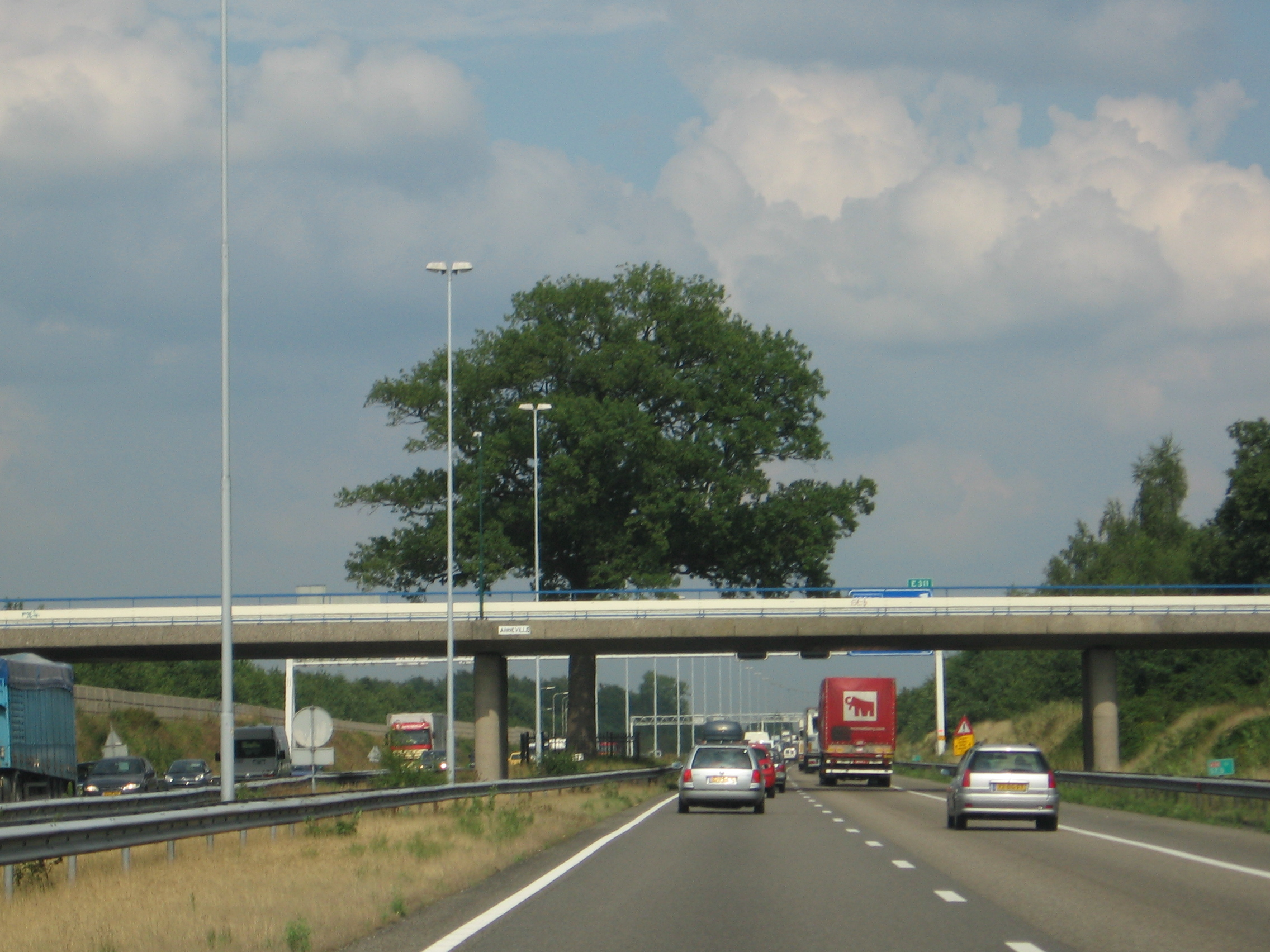
La route européenne 312 au Chêne d’Anneville près de Bréda
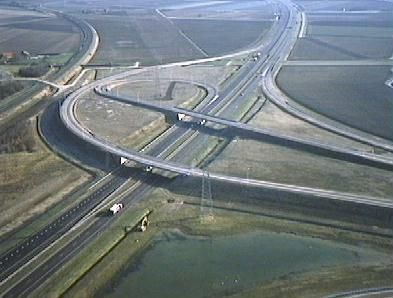
La route européenne 312 à l’échangeur Markiezaat près de Berg-op-Zoom
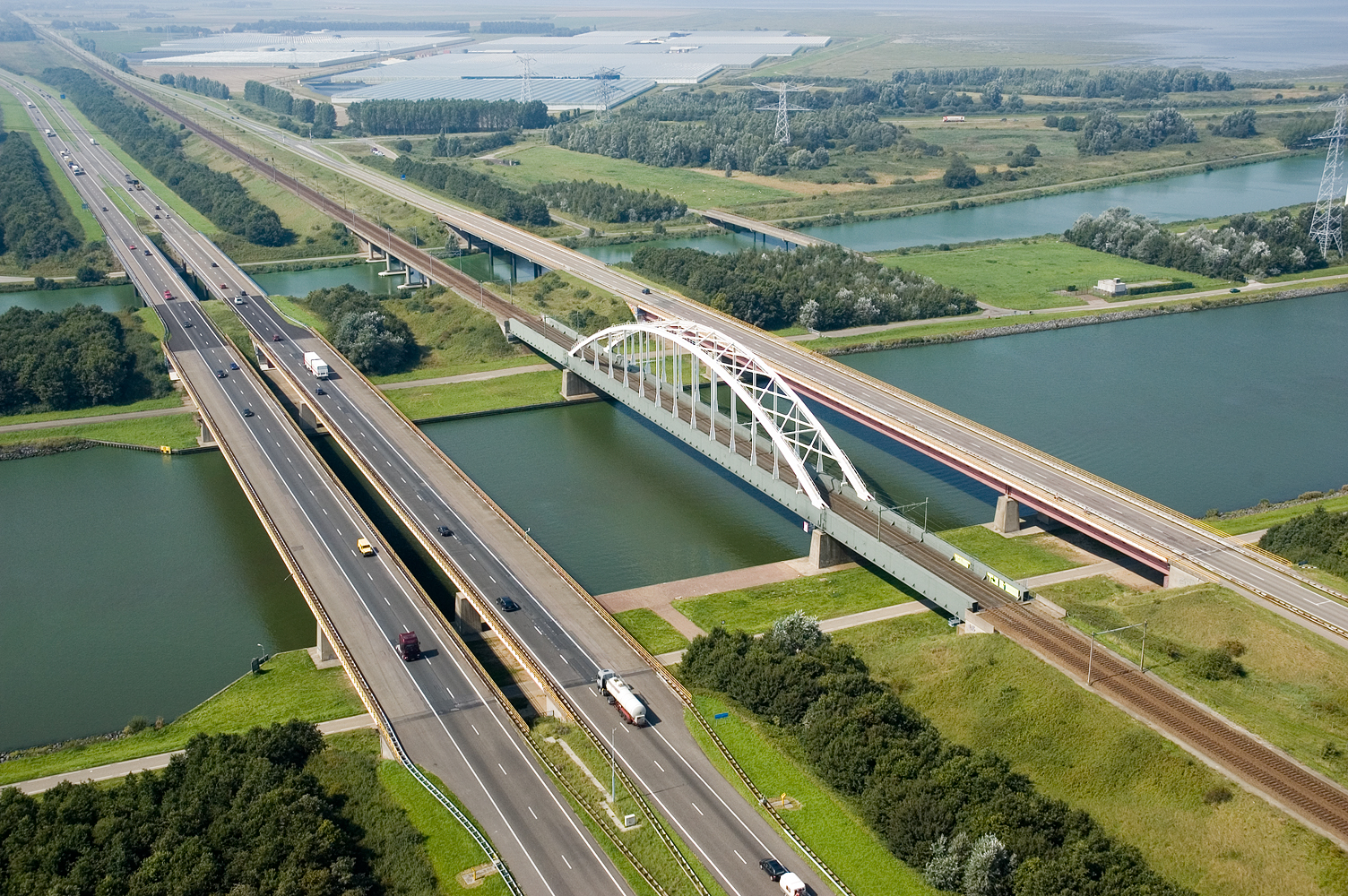
La route européenne 312 traversant le Canal d’Anvers à Rotterdam en Zélande